# 하디부
하디부(아랍어: حاديبو)는 예멘의 도시로 소코트라 주의 주도이며 인구는 8,545명이다. 소코트라섬에서 인구가 제일 많은 도시이다.